# Boromys torrei
Boromys torrei е изчезнал вид бозайник от семейство Бодливи плъхове (Echimyidae).

## Разпространение
Видът е бил ендемичен за субтропичните и тропически влажни низинни гори на Куба.